# Berlin Heart
Die Berlin Heart GmbH entwickelt, produziert und vertreibt Systeme für die mechanische Herzunterstützung, umgangssprachlich auch Kunstherz genannt. Mit den Produkten EXCOR Adult und EXCOR Pediatric können Patienten jeden Alters und jeder Größe unterstützt werden, angefangen bei Säuglingen bis zu Erwachsenen.
Zurzeit beschäftigt das Unternehmen 228 Mitarbeiter.
Die Systeme dienen der links-, rechts- oder biventrikulären (beidseitigen) Herzunterstützung. Das speziell für Kinder entwickelte Produkt EXCOR Pediatric ist weltweit das einzige für die pädiatrische VAD-Therapie zugelassene Herzunterstützungssystem.

## Geschichte
1987: Erste EXCOR LVAD Implantation am Deutschen Herzzentrum in Berlin durch Roland Hetzer.
1990: Erste pädiatrische EXCOR Implantation am Deutschen Herzzentrum in Berlin.
1996: Gründung als Mediport Kardiotechnik GmbH durch das Deutsche Herzzentrum Berlin und private Investoren
2000: Gründung der Berlin Heart AG durch einen Zusammenschluss mit der Vorgängerfirma Mediport Kardiotechnik GmbH,
2005: Gründung der US-Tochtergesellschaft Berlin Heart Inc.
2006: Akquisition der Berlin Heart durch einen Privatinvestor und Umfirmierung in eine GmbH.
2017: EXCOR Pediatric erhält volle Marktzulassung (Premarket Approval, PMA) auf dem US-amerikanischen Markt.
2019: Der neue mobile Antrieb für das Herzunterstützungssystem EXCOR, der EXCOR Active, erhält die CE-Kennzeichnung.

## Produkte

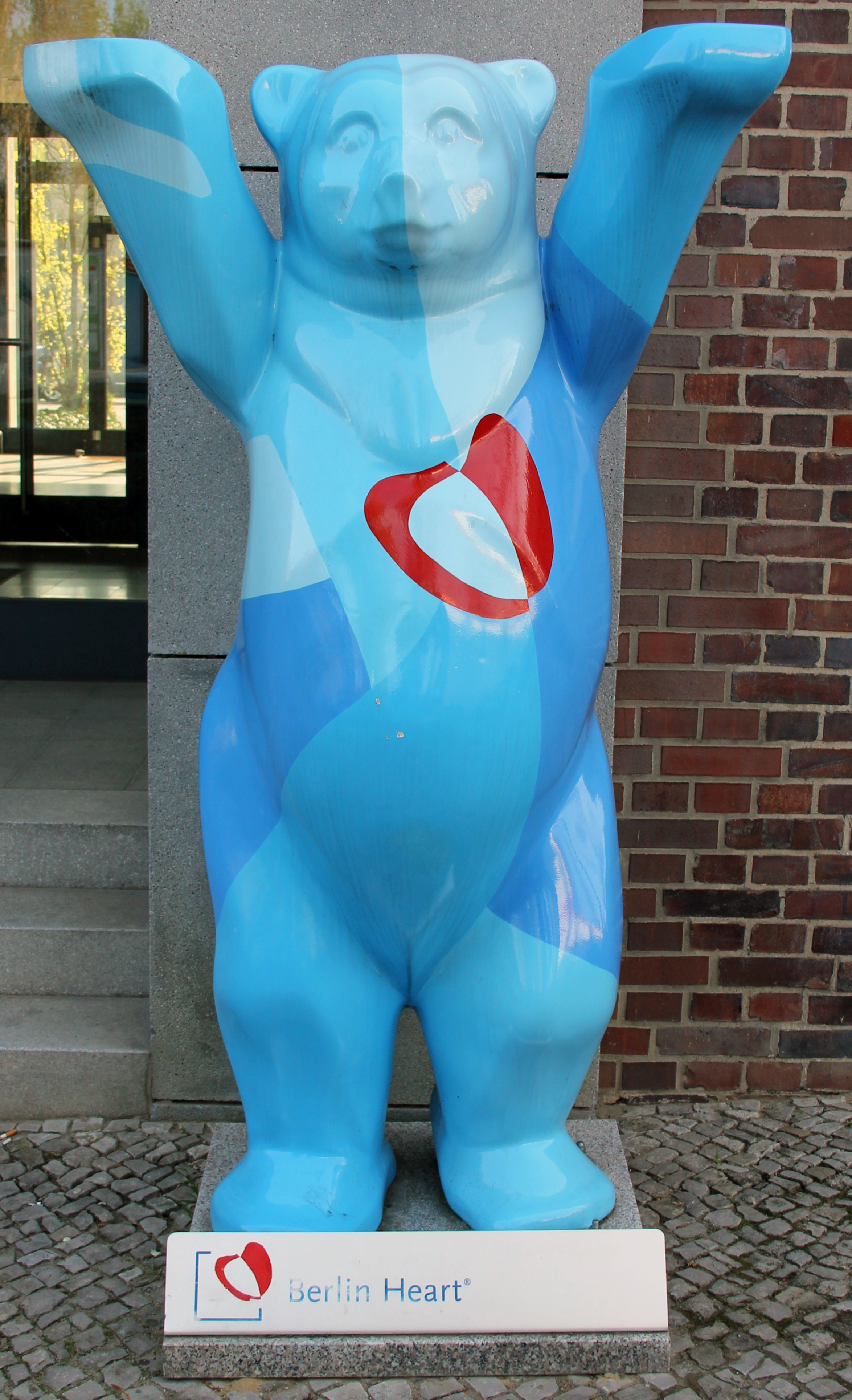
'Buddy Bär Berlin Heart'
vor dem Eingang der Hauptverwaltung im
Wiesenweg 10, 12247 Berlin

Das Hauptprodukt von Berlin Heart ist EXCOR Adult, ein Kunstherz, das schon mehr als 2.200mal implantiert wurde. Indiziert wird es bei lebensbedrohlich erkrankten Erwachsenen mit schwerem Herzversagen nach Ausschöpfung aller konservativen Therapieoptionen.
EXCOR Pediatric wird für Kleinkinder und Säuglinge als Herzunterstützungssystem eingesetzt. Es wurde in den USA erstmals durch die Riley at IU Heals mittels eines Spezialerlasses der FDA (Food and Drug Administration) von Mitte Dezember 2011 off-label implantiert. und löste weltweites Interesse aus. Kurz darauf, am 16. Dezember 2011, erhielt EXCOR Pediatric die FDA-Zulassung.
Im Juni 2014 wurde EXCOR Pediatric bei einem 12 Tage alten Säugling in Gateshead implantiert. Dies war der bis dahin jüngste Patient, bei dem ein Kunstherz zum Einsatz kam. Der Säugling starb eine Woche darauf an medizinischen Komplikationen. In Australien wurde ein 15 Tage altes Mädchen bis zur Transplantation mit EXCOR Pediatric versorgt. Ebenfalls im Jahr 2014 konnte ein zweijähriges Mädchen in Toronto, Kanada, mit dem System bis zur Transplantation unterstützt werden. Mittlerweile kam EXCOR Pediatric auch bei Kindern in Japan, Argentinien und Mexiko zum Einsatz. Insgesamt wurde EXCOR Pediatric mehr als 1.700x implantiert.
Eine Studie in den USA hat belegt, dass die Kunstherzbehandlung die Überlebenschancen gegenüber der herkömmlichen Therapie (ECMO) deutlich verbessert.
Berlin Heart entwickelte auch eine magnetisch gelagerte, verschleißfreie Herzunterstützungspumpe (Axialpumpe) unter der Bezeichnung INCOR. Im Kontrast zu den pulsatil fördernden EXCOR-Maschinen fördert der magnetisch gelagerte Rotor der INCOR das Blut kontinuierlich nach dem Turbomaschinenprinzip. Die Medikation mit gerinnungshemmenden Mitteln kann unter der Nutzung von INCOR reduziert werden.